# Juvenal Amarijo
Juvenal Amarijo (* 27. November 1923 in Santa Vitória do Palmar; † 30. Oktober 2009 in Salvador da Bahia) war ein brasilianischer Fußballspieler.

## Karriere
In seiner Vereinskarriere spielte Juvenal für fünf Vereine, worunter die bekannten CR Flamengo und SE Palmeiras waren. Zu seinen Erfolgen zählte der Gewinn des Staatsmeisterschaft von Rio de Janeiro mit Flamengo im Jahre 1950.
Für die brasilianische Nationalmannschaft bestritt der Abwehrspieler zwischen neun und elf Spiele. 1950 stand er im Kader der Mannschaft, die bei der Weltmeisterschaft im eigenen Land den zweiten Platz gewann („Maracanaço“).
Juvenal starb 2009 im Alter von 85 Jahren als letzter Spieler Brasiliens, der bei der WM-Niederlage 1950 gegen Uruguay auf dem Platz gestanden hatte.

## Erfolge
Flamengo
- Staatsmeisterschaft von Rio de Janeiro: 1950

Palmeiras
- Torneio Rio-São Paulo: 1951
- Copa Rio: 1951

Bahia
- Staatsmeisterschaft von Bahia: 1954, 1956